# Dmytro Hlebow
Dmytro Ihorowycz Hlebow (ukr. Дмитро Ігорович Глєбов; ur. 20 lipca 1988 w Charkowie) – ukraiński koszykarz, występujący na pozycjach rzucającego obrońcy lub niskiego skrzydłowego, reprezentant kraju.

## Osiągnięcia
Stan na 17 kwietnia 2022, na podstawie, o ile nie zaznaczono inaczej.

### Drużynowe
- Mistrz:
  - Ukrainy (2012, 2020)
  - ukraińskiej ligi UBL (2009)
- Wicemistrz Ukrainy (2011, 2018)
- Brązowy medalista mistrzostw Ukrainy (2016, 2017)
- Zdobywca Pucharu Ukrainy (2017–2020)
- Finalista Pucharu Ukrainy (2014, 2016, 2020)
- Uczestnik rozgrywek międzynarodowych FIBA Europe Cup (2017/2018)

### Indywidualne
- MVP:
  - ligi ukraińskiej (2016)
  - Pucharu Ukrainy (2018)
  - kolejki ligi ukraińskiej (16 – 2017/2018)
- Uczestnik meczu gwiazd ukraińskiej:
  - Superligi  (2010, 2011, 2017, 2018)
  - UBL (2009)

### Reprezentacja
Seniorska
- Uczestnik:
  - mistrzostw Europy (2013 – 6. miejsce)
  - kwalifikacji do Eurobasketu (2009, 2011 – 17. miejsce, 2012/2013, 2016/2017 – 15. miejsce)

Młodzieżowa
- Wicemistrz Europy U–20 dywizji B (2007)
- Uczestnik uniwersjady (2009 – 11. miejsce)